# Capelinha do Amparo
Capelinha de Santo Amaro ou simplesmente Capelinha, como é mais conhecida a localidade, tem seu nome devido à construção no início do século XX de uma capela consagrada a Nossa Senhora do Amparo. A região desenvolveu-se bastante com a construção e posterior asfaltamento de acessos rodoviários, hoje chamada de BR-101, ligando Campos dos Goytacazes ao Rio de Janeiro
.
A região de Capelinha do Amparo desde 1952 pertence ao segundo distrito, Macabuzinho mas, nos últimos anos, com a emancipação de Carapebus, esse território foi tomado pelo novo município.
Capelinha é hoje área de litígio entre os vizinhos Carapebus e Conceição de Macabu, embora historicamente seja território macabuense.

## Fonte
GOMES, Marcelo Abreu. ABC de Macabu - Dicionário de topônimos e curiosidades. Conceição de Macabu. Gráfica Macuco, 2004.